# Cinzia Romani
Cinzia Romani (Roma, 14 luglio 1954) è una giornalista e scrittrice italiana.

## Biografia
Dopo aver completato gli studi universitari nella disciolta DDR, nei cui archivi cinematografici di Stato ha preso visione dei film girati durante il nazismo, si è laureata in Lingue e Letterature Straniere con Paolo Chiarini, presso l'Università La Sapienza di Roma.
Ha scritto Le dive del Terzo Reich (Gremese, 1978), tradotto in inglese, francese, tedesco e spagnolo, nonché Stato nazista e cinematografia (Bulzoni, 1981). Tra i suoi contributi alla diffusione, in Italia, di aspetti della cultura germanica, rientrano le versioni italiane, da lei curate, del film di Wim Wenders Il cielo sopra Berlino (1988), della commedia di Botho Strauß Grande e piccolo, rappresentata al Piccolo Teatro di Milano nel 1979, con Giulia Lazzarini protagonista, dei libri Confessioni estatiche, di Martin Buber e de Il buon Dio di Manhattan di Ingeborg Bachmann, entrambi editi da Adelphi.
Scout letteraria per le case editrici Adelphi, Einaudi, Sperling & Kupfer (per quest'ultima ha curato le edizioni delle opere di Stefan Zweig), ha scritto di cultura, costume e cinema su La Stampa, la Repubblica, Sette, L'Indipendente, Uomini&Business. Scrive su Il Giornale dal 1994, dove si occupa di cultura, spettacolo e interni. Vive a Roma.
| Controllo di autorità | VIAF (EN) 9886703 · ISNI (EN) 0000 0000 6155 6118 · SBN CFIV029542 · LCCN (EN) n84092037 · GND (DE) 1179216326 · BNF (FR) cb121595335 (data) · J9U (EN, HE) 987007278505005171 |